# Долинар, Жарко
Жарко Долинар (хорв. Žarko Dolinar; 3 июля 1920, Копривница — 9 марта 2003, Базель) — югославский игрок в настольный теннис, выступал за сборную Югославии в конце 1930-х — середине 1950-х годов. Чемпион мира, многократный призёр мировых и национальных первенств. Также известен как учёный-биолог, университетский профессор, доктор философии. Праведник народов мира.

## Биография
Жарко Долинар родился 3 июля 1920 года в городе Копривница, его семья переехала в Хорватию из Словении. В детстве играл в футбол за команду города Нови-Сад, однако в возрасте четырнадцати лет сломал ногу и из-за этой травмы вынужден был перейти в настольный теннис. В период 1935—1936 годов тренировался в Любляне, затем переехал на постоянное жительство в Загреб.
Первого серьёзного успеха на взрослом международном уровне добился в 1939 году, когда в возрасте восемнадцати лет впервые стал чемпионом Югославии по настольному теннису и, попав в основной состав югославской национальной сборной, побывал на чемпионате мира в Каире, откуда привёз награды бронзового и серебряного достоинства, выигранные в одиночной и командной дисциплинах соответственно. Это были первые медали в зачёте мировых первенств в истории настольного тенниса Югославии.
Из-за начавшейся Второй мировой войны вынужден был прервать спортивную карьеру на международном уровне, хотя по-прежнему продолжал участвовать в местных теннисных турнирах, в частности неоднократно становился чемпионом так называемого Независимого государства Хорватия. Во время войны стал известен тем, что вместе с братом Борисом подделал пропуска и документы более чем 360 евреев, тем самым спас их от концлагерей и верной гибели. В конечном счёте ставленники немецко-фашистского режима усташи прознали об этой деятельности, однако братьям Долинар благодаря своему авторитету в обществе удалось избежать наказания (некоторые санкции были применены лишь к их отцу, который лишился должности судьи). За спасение многих евреев в 1993 году Жарко причислен к Праведникам народов мира.
После окончания Второй мировой войны Долинар вернулся в большой спорт и продолжил принимать участие в крупнейших международных турнирах. Так, в 1951 году на чемпионате мира в Вене он выиграл бронзовую медаль в командном первенстве, два года спустя на мировом первенстве в Бухаресте взял серебро в миксте. Наибольшего успеха в карьере добился в сезоне 1954 года, когда на чемпионате мира в лондонском Уэмбли вместе с напарником Вилимом Харангозо одержал победу в парном разряде, а также получил бронзу в миксте — по итогам сезона признан лучшим спортсменом Югославии. Последний раз показал сколько-нибудь значимый результат на международной арене в 1955 году на чемпионате мира в голландском Утрехте, добавив в послужной список серебряные награды одиночного и парного разрядов.
Долинар также был известен как биолог, в 1949 году он окончил Загребский университет, где обучался на факультете ветеринарии, в 1959 году защитил докторскую диссертацию. В 1963 году поступил на работу в Базельский университет, в течение 25 лет преподавал здесь на факультете медицины, автор многих статей и научных публикаций по генетике, цитологии, гистологии, эмбриологии, патологии и другим предметам.
В поздние годы некоторое время работал тренером по настольному теннису, возглавлял Спортивный научный комитет при Международной федерации настольного тенниса.
Умер 9 марта 2003 года в возрасте 82 лет в Базеле, Швейцария. Похоронен на кладбище Мирогой.